# Campobasso (tỉnh)
Tỉnh Campobasso (tiếng Ý:Provincia di Campobasso; phương ngữ Molise Croatia: Provìnč de Kambuàš) là một tỉnh ở vùng Molise của Ý. Đây là tỉnh có thành phố Campobasso cùng tên. Nó có diện tích là 2.941 km2 (1.136 dặm vuông) và có tổng dân số 223.871 (2017). Có 84 đô thị (Tiếng Ý: comuni) ở trong tỉnh này.
Phần phía đông của tỉnh là nơi sinh sống của một nhóm thiểu số người Croatia nói phương ngữ cổ xưa của tiếng Croatia. Người Croatia cư trú chủ yếu ở Acquaviva Collecroce, San Felice và Montemitro.

## Lịch sử
Người Samnites, một nhóm bộ lạc Sabellic, thống trị vùng này của Ý, bao gồm cả Campania, từ khoảng năm 600 trước Công nguyên đến năm 290 trước Công nguyên. Sau cuộc chiến chống lại La Mã vào năm 343 trước Công nguyên, vào năm 290 trước Công nguyên, lãnh thổ của vùng Samnium cổ đại (khu vực trung tâm nằm ở tỉnh Campobasso hiện tại) đã được đưa vào Regio IV Samnium của La Mã. Năm 570, sau cuộc xâm lược của người Lombard, lãnh thổ này được sáp nhập vào công quốc Benevento của người Lombard, dẫn đến việc giảm tài sản của các giám mục giáo hội Bojano, Saepinum, Venafro, Trivento, Isernia, Larino và Termoli. Do những thay đổi thường xuyên về quyền sở hữu, người Lombard gọi thành phố là Campus Vassorum ("Lãnh thổ chư hầu"), sau này trở thành Campobasso. Các lãnh chúa phong kiến ngày càng giành được quyền lực gây thiệt hại cho nhà thờ. Công quốc Capua, được thành lập năm 860 bao gồm các quận Venafro, Larino, Trivento, Bojano, Isernia, Campomarino và Termoli. Hugues I de Molise, Bá tước Bojano và lãnh chúa phong kiến Norman của Mulhouse (từ đó bắt nguồn từ tên Molise), đã thực hiện chính sách khôi phục lại ranh giới cũ cho các lãnh thổ của Sannio vào năm 1053, và cuối cùng, nhờ người kế vị ông, Hugues II de Molise, Molise được tạo ra độc lập vào khoảng năm 1128.
Với sự ra đời của Cộng hòa Neapolitan, một tổ chức hành chính mới được thành lập, chia thành các phòng ban gồm các bang. Tỉnh Sangro được chia thành 16 bang: Lanciano, Ortona, Palena, Atessa, Pescocostanzo, Castel di Sangro, Agnone, Baranello, Campobasso, La Riccia, Trivento, Larino, Termoli, Serra Capriola, Dragonara và Vasto. Vào ngày 27 tháng 9 năm 1806, sau khi Pháp chiếm đóng, Molise trở thành một tỉnh tự trị bao gồm các huyện Campobasso và Isernia, sau đó các huyện Larino và Agnone được thêm vào. Sau sửa đổi hiến pháp vào tháng 12 năm 1963, tỉnh Campobasso được tách ra khỏi Abruzzo, được trao vị thế Vùng và đổi tên thành Molise. Tình hình không thay đổi cho đến năm 1970 khi 52 đô thị được tách ra để thành lập tỉnh Isernia, được thành lập theo Luật số 2 tháng 2 năm 1970.

## Vị trí địa lý

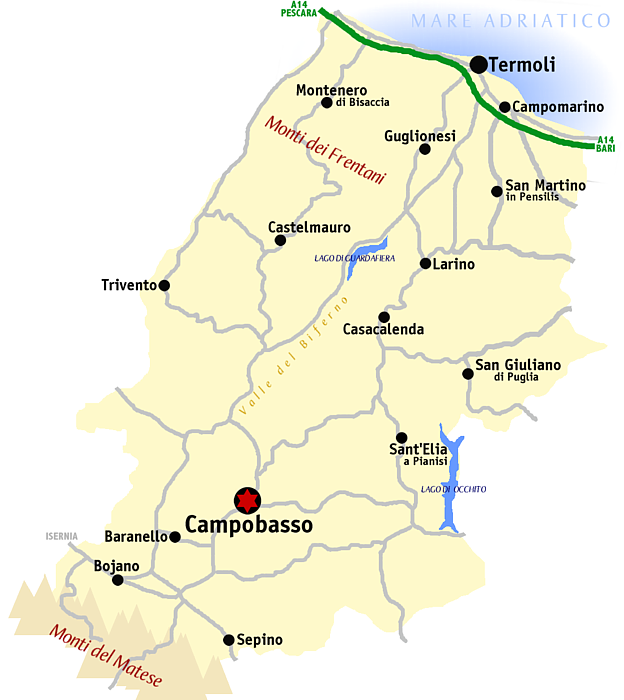
Bản đồ tỉnh Campobasso

Tỉnh Campobasso nằm ở miền đông nước Ý trên bờ biển Adriatic. Nó giáp phía bắc với tỉnh Chieti ở Abruzzo, phía đông nam giáp tỉnh Foggia ở Apulia, phía nam giáp tỉnh Benevento và tỉnh Caserta ở Campania, và phía tây giáp tỉnh của Isernia. Địa hình rất đa dạng kéo dài từ dãy núi Apennines, xuống qua những ngọn đồi, hồ và sông nội địa đến bờ biển Adriatic. Lãnh thổ này được bao bọc bởi các thung lũng sông Trigno (85 km), Biferno (84 km) và Fortore (110 km), hai bên là đồi và núi. Các con sông đáng chú ý khác bao gồm Tammaro (78 km), Saccione (33 km), Sinarca (26 km) và Sassinora (7 km). Tất cả đều chảy vào Adriatic ngoại trừ Tammaro. Trung tâm Valle del Biferno bao gồm Lago di Guardialfiera rộng 7,45 km2 (2,88 dặm vuông), ở phía đông của Castelmauro. Hồ đáng chú ý khác là Lago di Occhito ở phía đông nam của Sant'Elia a Pianisi. Tỉnh lỵ Campobasso nằm ở phía nam tỉnh, phía bắc dãy núi Matese, một trong ba dãy núi chính ở vùng Molise. Trên bờ biển, các thị trấn chính là Termoli và Campomarino.

## Nhân khẩu học

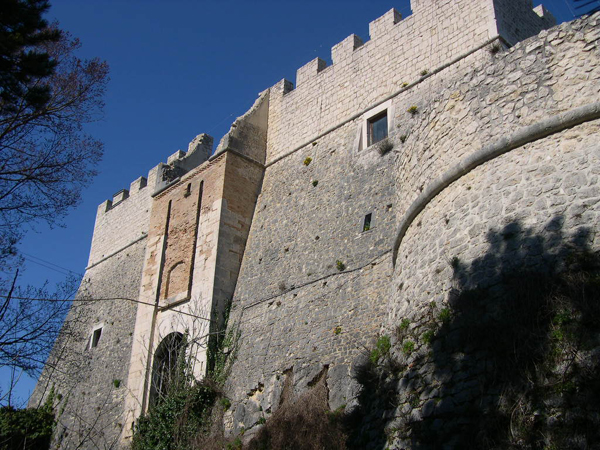
Manforte Castle

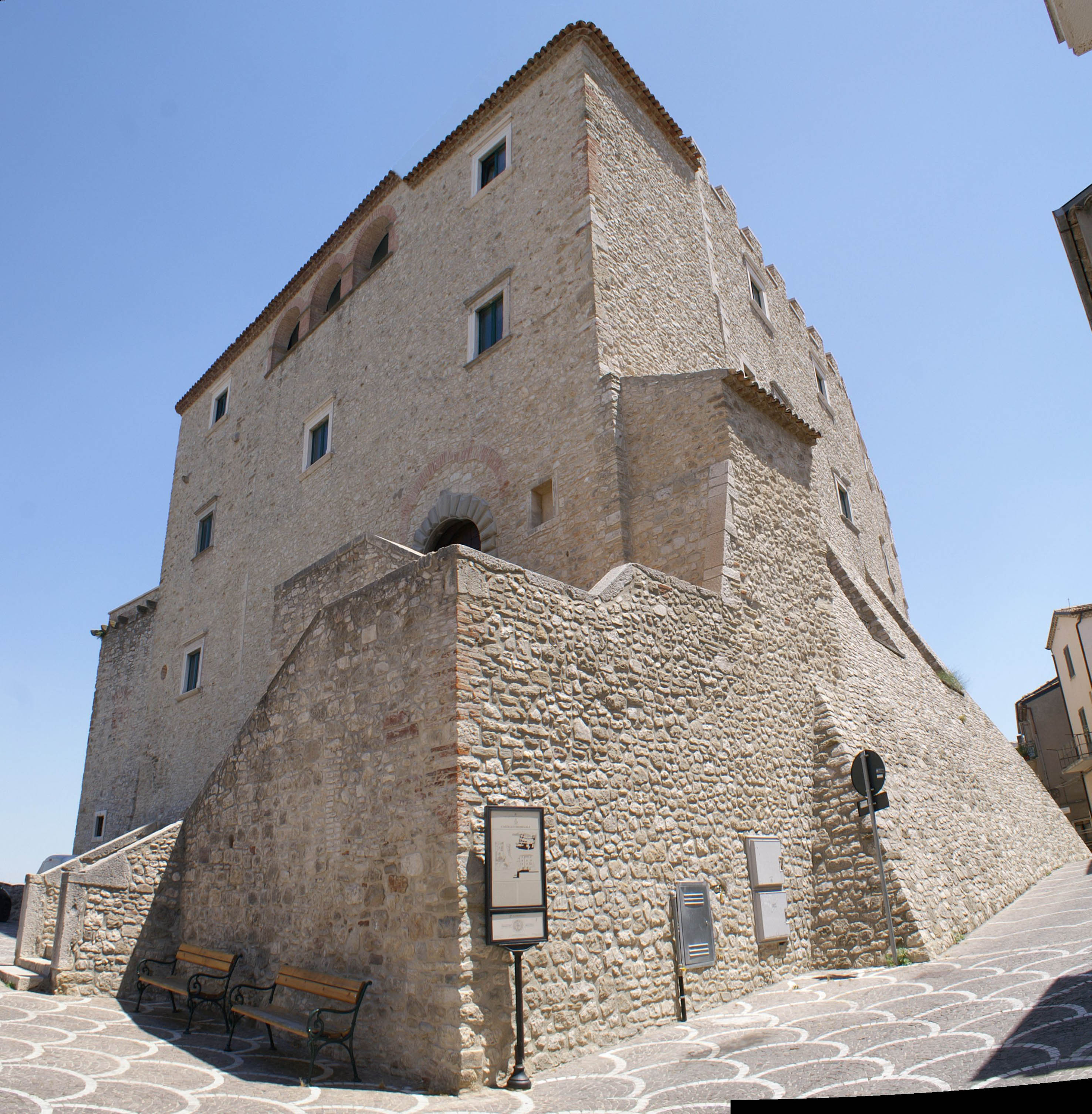
Gambatesa Castle

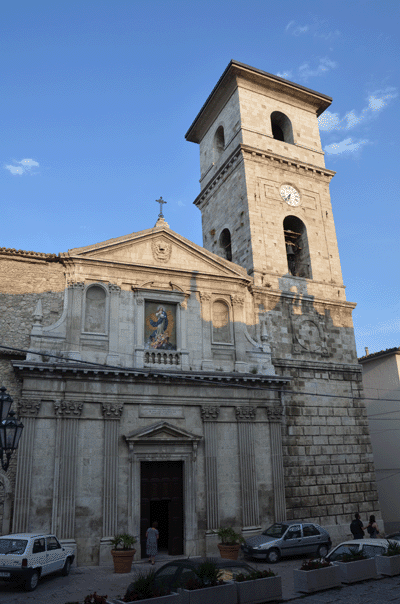
Trivento Cathedral

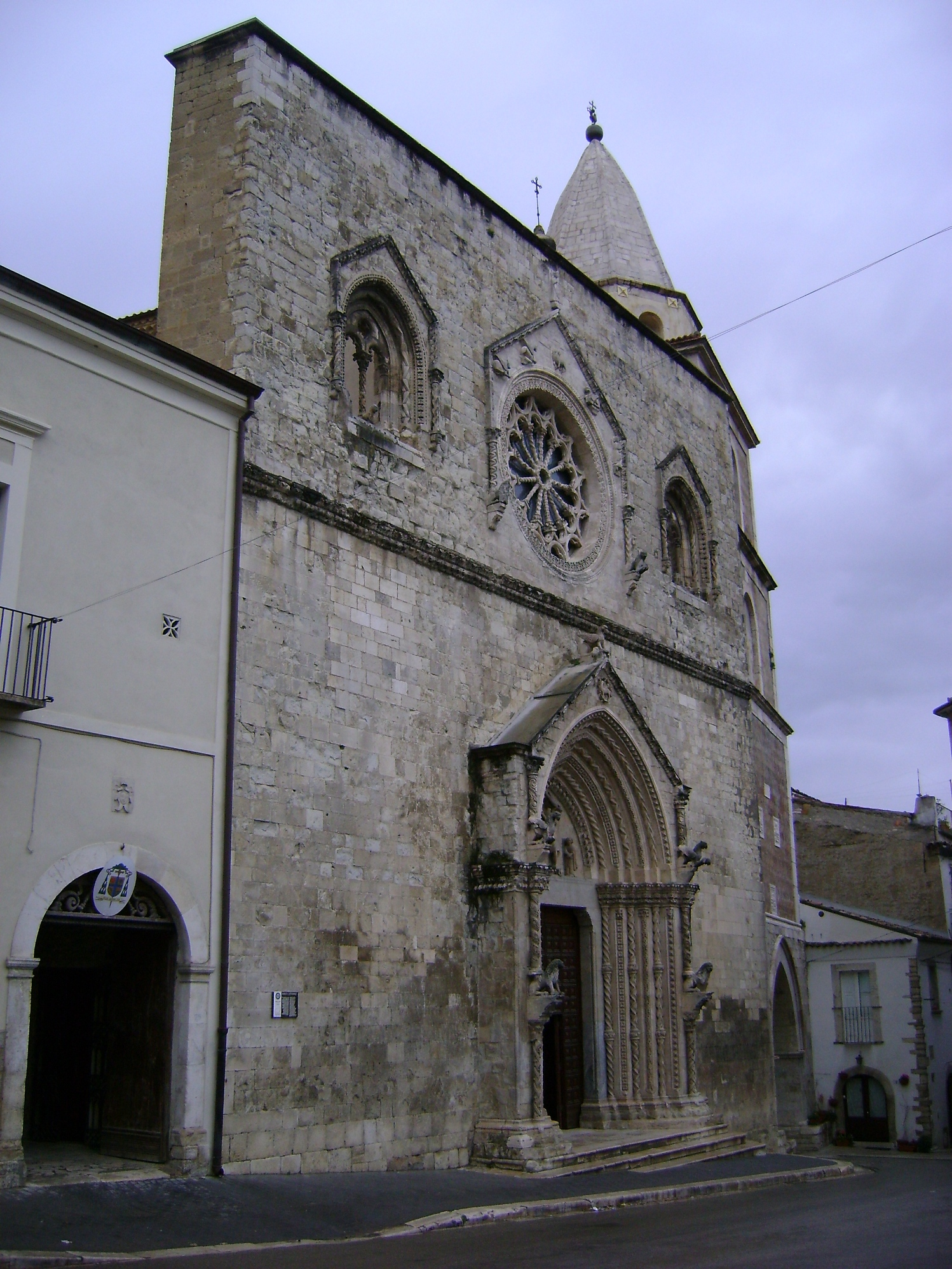
Larino Cathedral

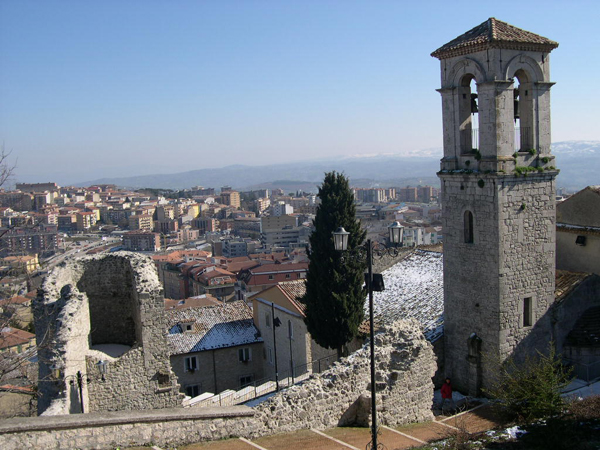
Bell tower of San Bartolomeo, Campobasso

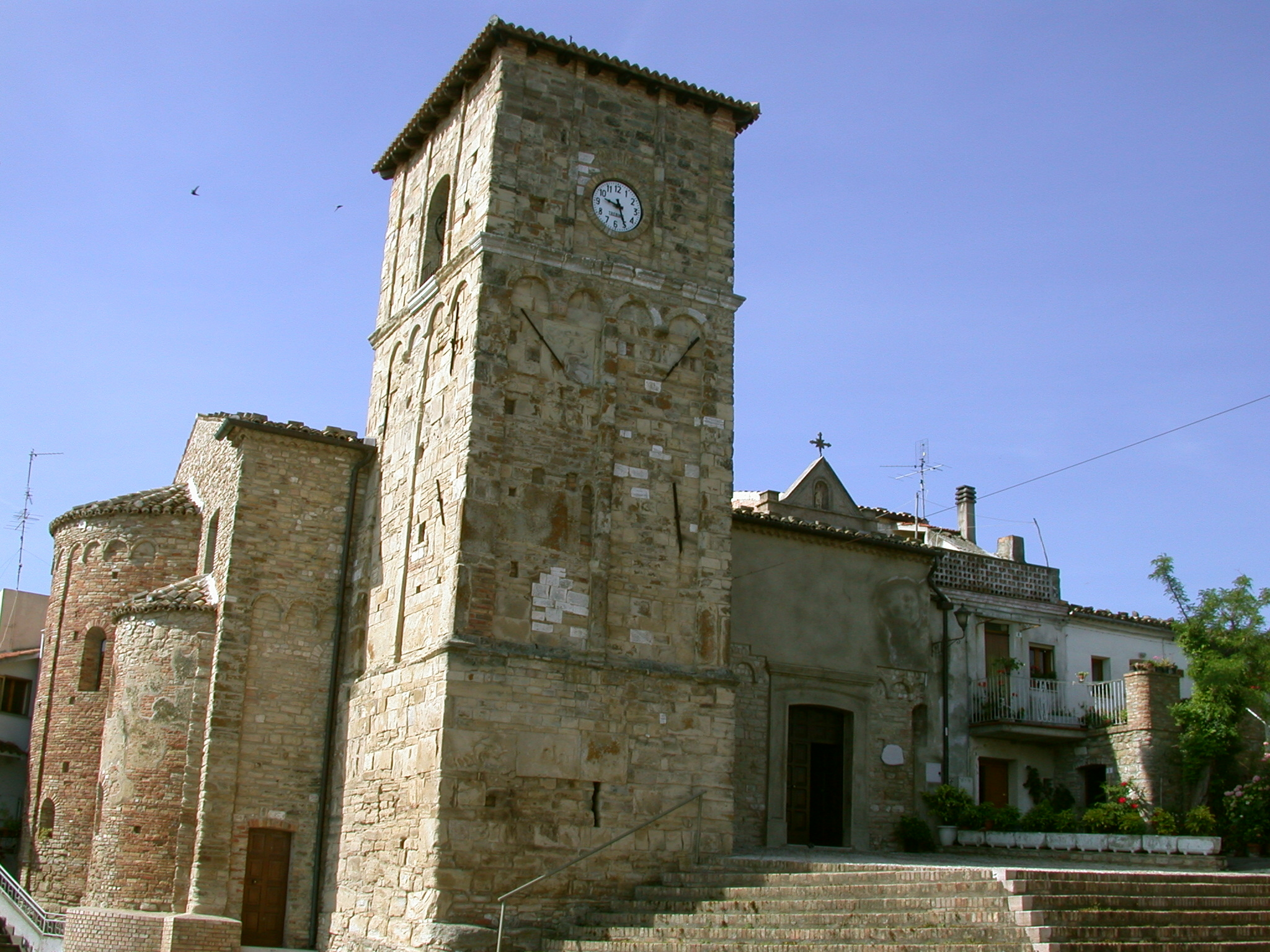
Church of Santa Maria in Petacciato

Dân số của tỉnh tăng lên từ năm 1861 khi có 229.393 người và năm 1951 khi tổng số dân là 289.577. Trong 20 năm tiếp theo, dân số giảm xuống còn 227.641 (1971), sau đó lại tăng lên 238.958 vào năm 1991. Kể từ đó dân số đã giảm nhẹ xuống còn 225.622 dân vào năm 2016 Tính đến ngày 1 tháng 1 năm 2014, các xã (comuni) đông dân nhất trong tỉnh là Campobasso (49,392), Termoli (33,478), Bojano (8,125), Campomarino (7,723), Larino (6,910), Montenero di Bisaccia (6,798), Guglionesi (5,422), Riccia (5,332), San Martino in Pensilis (4,827) and Trivento (4,788).
Acquaviva Collecroce, với dân số 714 người, là đô thị lớn nhất trong ba đô thị của tỉnh có cư dân gốc Croatia. Người ta tin rằng họ đến vào cuối thế kỷ 15 từ Bosnia-Herzegovina và Croatia. Họ vẫn nói tiếng Croatia cũng như tiếng Ý Hai đô thị khác có cư dân gốc Croatia là San Felice del Molise và Montemitro. Cả ba đô thị đều nằm ở phía bắc thành phố Campobasso. Tính đến ngày 1 tháng 1 năm 2014, San Felice có 664 cư dân trong khi Montemitro có 420 cư dân.

## Chính phủ

### Danh sách các đời tổng thống tỉnh Campobasso
|      | Tổng thống         | Năm bắt đầu | Năm kết thúc | Đảng                                   |
| ---- | ------------------ | ----------- | ------------ | -------------------------------------- |
|      | Antonio Chieffo    | 1987        | 1990         | Christian Democracy                    |
| 1990 | Antonio Chieffo    | 1995        |              | Christian Democracy                    |
|      | Antonio Chieffo    | 1995        | 1999         | Independent (centre-left)              |
| 1999 | Antonio Chieffo    | 2001        |              | Independent (centre-left)              |
|      | Augusto Massa      | 2002        | 2006         | Democrats of the Left                  |
|      | Nicolino D'Ascanio | 2006        | 2011         | Democrats of the Left Democratic Party |
|      | Rosario De Matteis | 2011        | 2016         | The People of Freedom Forza Italia     |
|      | Antonio Battista   | 2016        | 2019         | Democratic Party                       |
|      | Francesco Roberti  | 2019        | đến nay      | Forza Italia                           |

## Địa danh và điểm tham quan
Trong tỉnh Campobasso có một số địa danh bao gồm lâu đài Manforte (1450), Nhà thờ và một số nhà thờ cũ bao gồm San Bartolomeo, Campomarino, Larino (có người ở thế kỷ thứ 5 Thành phố Saepinum của La Mã, với diễn đàn, Basilica, Baths và Theater.
Có nhiều lâu đài lớn trong khu vực, bao gồm cả những lâu đài ở Gambatesa, Castropignano, Civitacampomarano và Termoli, trong khi có nhiều công trình tôn giáo đáng chú ý như Nhà thờ Trivento, Nhà thờ Larino (1319). và Nhà thờ Santa Maria thế kỷ 12 ở Petacciato.
Thị trấn Termoli là một khu nghỉ mát ven biển khu vực trên biển Adriatic.